# Pililla (Rizal)
Pililla es un municipio urbano de Segunda Clase de la provincia de Rizal, Filipinas. Tiene un área total de 69,95 km² con una densidad de 836,67 h/km². De acuerdo con el censo de 2007, tiene una población de 58,525 habitantes. El alcalde es Leandro V. Masikip de la Partido Liberal.
Pililla queda a sólo pocos kilómetros de Tanay (Rizal). Se encuentra rodeado de granjas, pequeñas lomas, y árboles. Es parte de la frontera de la provincia de Rizal con la de La Laguna al este, y por la Laguna de Bay al oeste.

## Barangays
Pililla está políticamente subdividida en 9 barangays.
- Bagumbayan (Pob.)
- Halayhayin
- Hulo (Pob.)
- Imatong (Pob.)
- Malaya
- Niogan
- Quisao
- Wawa (Pob.)
- Takungan (Pob.)